# Malattia di Bright
La malattia di Bright è una classificazione storica delle malattie renali che verrebbero descritte nella medicina moderna come nefrite acuta o cronica. È caratterizzata da gonfiore e dalla presenza di albumina nelle urine, ed è stata spesso accompagnata da alta pressione sanguigna e malattie cardiache.

## Segni e sintomi
I sintomi e i segni della malattia di Bright furono descritti per la prima volta nel 1827 dal medico inglese Richard Bright, da cui la malattia prese il nome. Nei suoi rapporti clinici, descrisse venticinque casi di edema che attribuì alla malattia renale. Sintomi e segni includevano infiammazione delle membrane sierose, emorragie, apoplessia, convulsioni, cecità e coma. Molti di questi casi si trovavano ad avere albumina nelle urine (rilevata dalla coagulazione  dell'urina in un cucchiaio posto su di una candela od altra fonte di calore) e mostravano cambiamenti patologici dei reni durante l'autopsia. La triade di edema, albumina nelle urine e malattie renali venne considerata come caratteristica della malattia di Bright.
Il lavoro successivo di Bright ed altri ha indicato un'associazione con l'ipertrofia cardiaca, che è stata attribuita da Bright alla stimolazione del cuore. Il lavoro successivo di Frederick Akbar Mahomed mostrò che un aumento della pressione sanguigna poteva precedere la comparsa di albuminuria e si capì che l'aumento della pressione sanguigna e delle resistenze vascolari fossero responsabili dell'ipertrofia cardiaca.
È ormai noto che la malattia di Bright è causata da una vasta e diversificata gamma di malattie renali; così, il termine malattia di Bright viene mantenuto rigorosamente come denominazione storica. La malattia è stata diagnosticata frequentemente in pazienti con diabete; almeno alcuni di questi casi corrisponderebbero probabilmente ad una diagnosi moderna di nefropatia diabetica.

## Trattamento
La malattia di Bright è stata storicamente trattata con bagni caldi, salasso, calanellio, digitalis, composti mercurici, oppio, diuretici, lassativi e terapia dietetica, tra cui l'astinenza da bevande alcoliche, formaggio e carne rossa. Ad Arnold Ehret fu diagnosticata la malattia di Bright e pronunciata incurabile da un collegio composto da 24 dei medici più rispettati d'Europa; inventò allora the Mucusless Diet Healing System, che apparentemente curava la sua malattia. William Howard Hay contrasse la malattia e, si sostiene, si è curato usando la dieta Hay.